# Trebra
Trebra è un comune di 292 abitanti della Turingia, in Germania.
Appartiene al circondario del Kyffhäuser (targa KYF) ed è parte della comunità amministrativa (Verwaltungsgemeinschaft) di Greußen.